# Avenida Sucre (Guanare)
Avenida Sucre o Avenida Mariscal Sucre es el nombre que recibe una arteria vial en la ciudad de Guanare la capital del Estado Portuguesa en el centro occidente y región llanera del país sudamericano de Venezuela. Recibe esa denominación en honor de Antonio José de Sucre, político y militar venezolano de la época de la independencia y Gran Mariscal de Ayacucho.

## Descripción
Se trata de una vía de transporte carretero que comunica la Avenida los Jabillos con la calle 22. Conecta además con la Carrera 3, 4, 5, 6, 7, 8, 9, 10, 11, y 12. En su recorrido atraviesa los sectores de Barrio La Peñita, Barrio Cementerio y Barrio El Progreso, hasta finalizar su recorrido cerca del Aeropuerto Nacional La Coromoto.
Puntos reconocidos de su trayecto incluyen el Cementerio Viejo de Guanare, la Iglesia católica Sagrado Corazón de Jesús, El centro materno, la Plaza o Parque los emigrantes, el Edificio El Sol, la Universidad Pedagógica Experimental Libertador o Upel, entre otros.